# Latitudinaler Biodiversitätsgradient

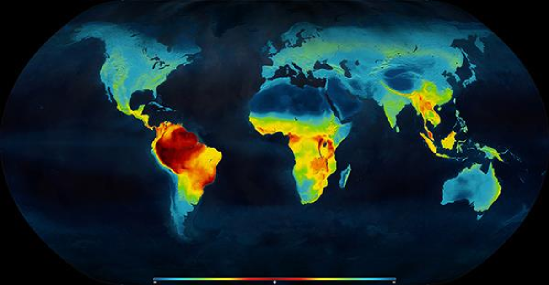
Breitengradient der Artenzahl für Wirbeltiere (zunehmende Rotfärbung bedeutet zunehmende Artenzahl)

Ein latitudinaler Biodiversitätsgradient oder auch Breitengradient der Biodiversität ist ein Muster der Änderung von Biodiversität in Abhängigkeit vom Breitengrad. Am bekanntesten und besten untersucht ist der latitudinale Gradient der Artenzahl, auch Breitengradient der Artenzahl: Die Artenzahl nimmt mit zunehmendem Breitengrad ab – in tropischen Gebieten ist sie am höchsten, in Richtung beider Pole geht sie deutlich zurück. Dieses Muster der Artenvielfalt lässt sich in der Gegenwart für viele Organismengruppen global beobachten und galt wahrscheinlich auch über weite Zeiträume der Erdgeschichte. Zur Erklärung gibt es eine Vielzahl an Hypothesen, über die noch kein Konsens erzielt worden ist. Die Erforschung des Gradienten ist eine wichtige Voraussetzung, die weitere Entwicklung des Artensterbens, zum Beispiel durch Habitatverluste und den Klimawandel, einzuschätzen und möglichst zu begrenzen.
Die Zunahme des Artenreichtums Richtung Tropen findet man sowohl im Meer als auch an Land und auf verschiedenen räumlichen Skalen (Klimazonen, Regionen und lokale Lebensgemeinschaften). Die genaue Form des Zusammenhangs hängt von vielen Faktoren ab, darunter betrachtete Taxa, Gebiete oder Zeiträume. Zu den wenigen Ausnahmen gehören einige küsten- und meeresbewohnende Wirbeltiergruppen wie Seerobben oder Albatrosse. In der Erdgeschichte gab es Zeiten, in denen der Gradient flacher war als gegenwärtig. Zeitweise könnte es sogar einen „paläotemperaten Peak“ gegeben haben, in dem die Artenzahl zwischen den 30° und 60° Breitengraden am höchsten gewesen sein könnte. Dies könnte für die Dinosaurier in der späten Kreidezeit (100 mya bis 66 mya) gegolten haben. Für das frühe Paläozoikum (458 mya bis 423 mya) das späte Paläozoikum (330 mya bis 270 mya) und die letzten 30 Millionen Jahre gibt es gute Hinweise auf Breitengradienten ähnlich dem heutigen.
Einige Hypothesen zur Erklärung dieses Phänomens gehen davon aus, dass sich seit dem Ende der letzten Kaltzeit noch kein Gleichgewicht der Artenzahl in den vormals von Eisbedeckung geprägten Gebieten eingestellt hat. Ein Großteil der Arten hätte sich unter klimatisch warmen Bedingungen im oberen Mesozoikum und im frühen Paläogen entwickelt, deswegen würde es in den Tropen einen Vorsprung in der evolutionären Entwicklung der Arten geben. Diesen Hypothesen zufolge würde sich über sehr lange Zeiträume bei gleichbleibendem Erdklima die Artenzahl in höheren Breiten der in niedrigeren durch Wiederbesiedlung und Diversifikation annähern.
Eine zweite Gruppe von Hypothesen nimmt an, dass solche Ausgleichsprozesse nicht (mehr) ablaufen, dass es also ein Gleichgewicht gibt und die Obergrenze des Artenreichtums überall erreicht ist. Als eine mögliche Ursache des Gradienten werden hier größere Land- und Wasserflächen in den Tropen genannt, die mehr Arten beherbergen würden (Arten-Areal-Beziehung). Regionen mit höchster Biodiversität, wie in Südostasien, befinden sich jedoch nicht immer auf den größten Flächen. Daher können Areal-Hypothesen nur eine Teilerklärung sein.
Weitere Hypothesen nennen eine in den Tropen höheren Diversifizierungsrate als Ursache. In den Tropen liegt die Nettorate der Diversifikation, d. h. die Anzahl neu hinzukommender abzüglich der aussterbenden Arten, höher als andernorts. Dies kann an einer höheren Artbildungsrate, einer niedrigeren Aussterberate oder beidem liegen. Hierbei könnte die in den Tropen höhere Sonneneinstrahlung eine Rolle spielen, die eine höhere Primärproduktion und damit auch weiter ausdifferenzierte Nischen entlang der Nahrungskette hervorbringen könnte. Auch klimatische Bedingungen könnten die Diversifizierung begünstigen, so könnten die ausgeglicheneren klimatischen Verhältnisse in den Tropen es Gruppen mit sich neu entwickelnden Merkmalen erleichtern zu überleben und Nischen zu besiedeln. Gleichzeitig seien diese Arten nicht in der Lage, sich an höhere Klimavariabilität anzupassen. Die Gendrift in den Tropen könnte höher sein, biotische Wechselwirkungen intensiver.
Alexander von Humboldt war vielleicht der erste, der von einer abnehmenden Artenzahl mit zunehmender Breite berichtete. Als Erklärung zog er Temperaturunterschiede heran. Er schrieb:

„Ist aber auch die Fülle des Lebens überall verbreitet, ist der Organismus auch unablässig bemüht, die durch den Tod entfesselten Elemente zu neuen Gestalten zu verbinden, so ist diese Lebensfülle und ihre Erneuerung doch nach Verschiedenheit der Himmelsstriche verschieden. […] Je näher dagegen den Tropen: desto mehr nimmt Mannigfaltigkeit der Gestaltung, Anmut der Form und des Farbengemisches, ewige Jugend und Kraft des organischen Lebens zu.“

Alfred Russel Wallace schlug 1878 als Erklärung für den abnehmenden Artenreichtum Richtung der Pole das zunehmend harsche Klima vor. In der – sowohl im Jahresverlauf als auch über vergangene Zeitalter – ausgeglichenen, unbeeinflusst von katastrophalen Kaltzeiten sich nur sehr langsam ändernden tropischen Umwelt sah er hingegen vor allem die Wirkung der Organismen aufeinander, die jede freie Nische füllt, als wesentlich für die ausgeglichene Artenvielfalt.
Seit Mitte der 1950er Jahre gibt es zunehmend rigorose zahlenmäßige Nachweise von Zusammenhängen zwischen Artenreichtum und Breitengrad. Auch für höhere Taxa konnten latitudinale Gradienten nachgewiesen werden. Seit Mitte der 2000er Jahre werden Breitengradienten zunehmend aus funktionalem, phylogenetischem, genetischem und phänetischem Blickwinkel betrachtet.